# Brachystoma montanum
Brachystoma montanum är en tvåvingeart som beskrevs av Smith 1969. Brachystoma montanum ingår i släktet Brachystoma och familjen Brachystomatidae. Inga underarter finns listade i Catalogue of Life.